# 中野晴行
中野晴行（なかの はるゆき、1954年 - ）は、日本のフリーライター、漫画評論家。東京都生まれ、大阪府出身。

## 来歴
東京都生まれ。父の転勤で小学三年生から大阪府で育つ。和歌山大学経済学部卒業後、7年間の銀行勤務を経て大阪で編集プロダクションを設立、以後フリー編集者兼ライターとなる。
1997年に事務所を東京へ移転。2004年『マンガ産業論』で日本出版学会賞奨励賞、日本児童文学学会奨励賞を受賞。『謎のマンガ家・酒井七馬伝』で2008年度日本漫画家協会賞特別賞を受賞。京都精華大学マンガ学部客員教授（2021年3月まで）、デジタルハリウッド大学客員教授（2021年3月まで）。手塚治虫文化賞選考委員（2019年まで）。

## 著書
- 『手塚治虫と路地裏のマンガたち』（1993年、筑摩書房）
- 『手塚治虫のタカラヅカ』（1994年、筑摩書房）
- 『球団消滅 幻の優勝チーム・ロビンスと田村駒治郎』（2000年、筑摩書房）のち文庫
- 『マンガ産業論』（2004年、筑摩書房）
- 『そうだったのか手塚治虫 天才が見抜いていた日本人の本質』（2005年、祥伝社新書）
- 『謎のマンガ家・酒井七馬伝 「新宝島」伝説の光と影』（2007年、筑摩書房）
- 『マンガ進化論 コンテンツビジネスはマンガから生まれる!』（2009年、ブルース・インターアクションズ）
- 『「はとバス」六〇年 昭和、平成の東京を走る』（2010年、祥伝社新書）
- 『まんがのソムリエ』（2014年、小学館クリエイティブ）
- 『やなせたかし 愛と勇気を子どもたちに』（2016年、あかね書房 伝記を読もう）
- 『未来を予告していた黒い手塚治虫 本当はエロチックで残虐な「黒手塚マンガ」のストーリー』（2018年、徳間書店）
- 『手塚治虫 まんがとアニメでガラスの地球を救え』（2019年、あかね書房 伝記を読もう）

## 共著
- 『手塚治虫・創作ノートと初期作品集 読本』森晴路、竹内オサム, 中野晴行共著 小学館クリエイティブ 2010年

## 編集
- 『Black Jack ザ・コンプリート・ダイジェスト』（2003年、監修：手塚プロダクション、秋田書店・秋田文庫）
- 『Black Jack quiz 101』（2003年、監修：手塚プロダクション、秋田書店・秋田文庫）
- 『ブラック・ジャック語録 心の傷を治す99の言葉』（2003年、監修：手塚プロダクション、秋田書店・秋田文庫）
- 『マンガ家誕生。』（2004年、ちくま文庫）
- 『杉浦茂の摩訶不思議世界 へんなの…』（2009年、晶文社）
- 『ブラック・ジャック : ザ・ミステリー』中野晴行 編 秋田書店 2009 (Akita top comics wide)
- 『ブラック・ジャック : ザ・ラブストーリー』中野晴行 編 秋田書店 2010 (Akita top comics wide)
- 『ブラック・ジャック : ザ・ピース&アース』中野晴行 編 秋田書店 2010 (Akita top comics wide)
- 『ブラック・ジャック : ザ・ホラー&ファンタジー』中野晴行 編 秋田書店 2010 (Akita top comics wide)
- 『ブラック・ジャック : ザ・ファミリー』中野晴行 編 秋田書店 2010 (Akita top comics wide)
- 『ブラック・ジャック : ザ・プロフェッショナル』中野晴行 編 秋田書店 2010 (Akita top comics wide)
- 『現代マンガ選集 異形の未来』（2020年、ちくま文庫、中野晴行 (編集), 中条省平 (監修)）

## 監修
- 『熱狂短編マンガ傑作集'83』（監修）小学館クリエイティブ 編 小学館 2006
- 『漫画家たちの戦争 全6巻』（監修）金の星社、2013
- 『漫画家たちが描いた日本の歴史 全6巻』（監修）金の星社、2014
- 『漫画家たちが描いた怪談 全3巻』（監修）金の星社 2015
- 『漫画家たちが描いた仕事 プロフェッショナル 全7巻』（監修）金の星社、2016
- 『漫画家たちの戦争2期(全3巻セット)』（監修）金の星社、2017
- 『手塚治虫からの伝言 -未来に向かって(全5巻)』（監修）童心社 2020
- 『日本短編漫画傑作集(全6巻)』いしかわじゅん,江口寿史,呉智英,中野晴行,村上知彦,山上たつひこ(共同監修) 小学館　2021